# 釣崎海岸

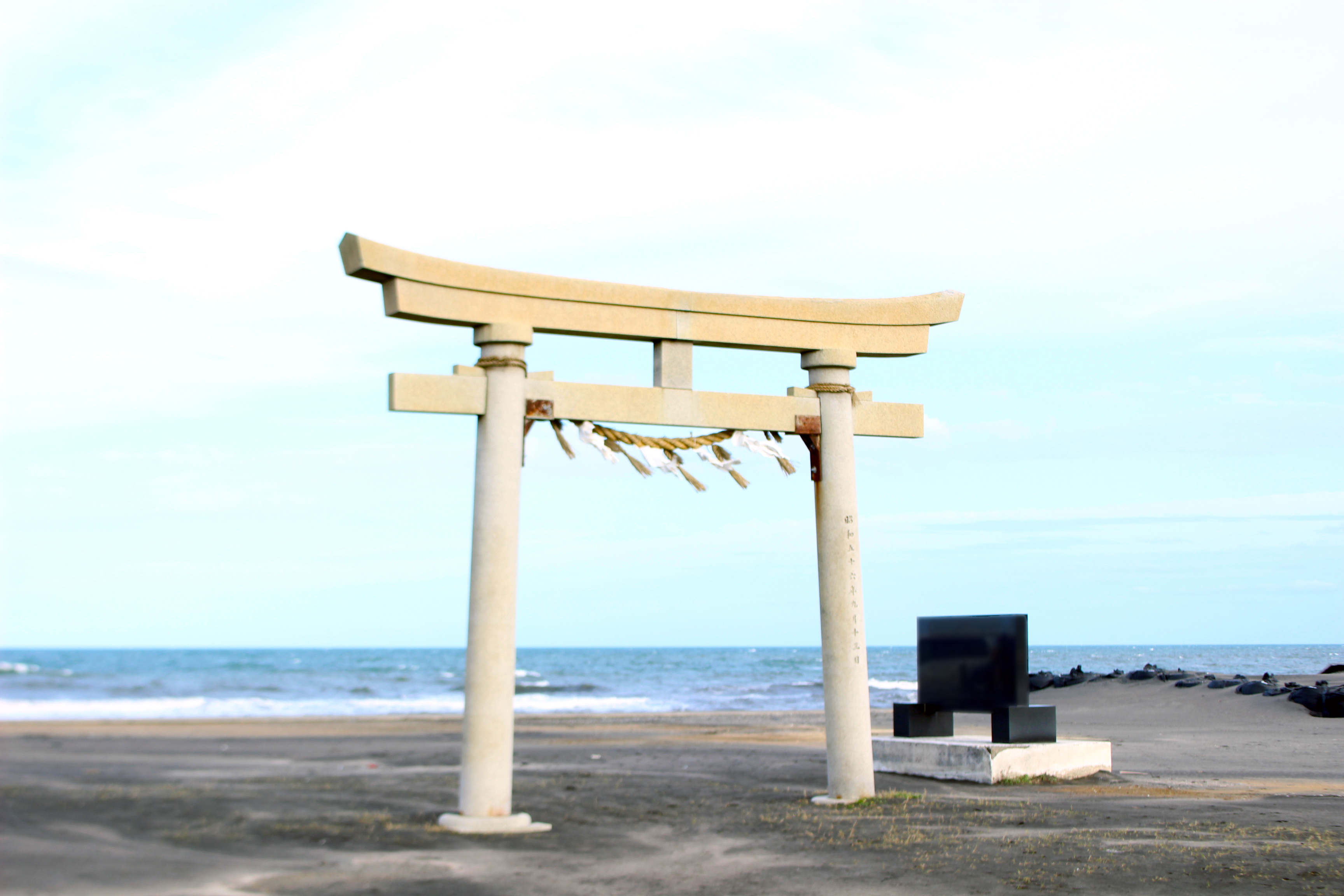
釣崎海岸上的鳥居

釣崎海岸（日语：／ Tsurigasaki Kaigan）是位於日本千葉縣長生郡一宮町的海岸，為九十九里濱之南端。此處以衝浪活動知名，也是2020年夏季奧林匹克運動會衝浪比賽舉辦地點。
每年9月，當地的玉前神社於釣崎海岸舉辦歷史悠久的上總十二社祭（上總裸祭），已被登錄為千葉縣無形民俗文化財。毎年6月，則舉行玉之浦禊行。

## 外部連結
- 釣ヶ崎海岸サーフィンビーチ 東京2020オリンピック・パラリンピック競技大会 （页面存档备份，存于） （日語）